# Сувій Тори

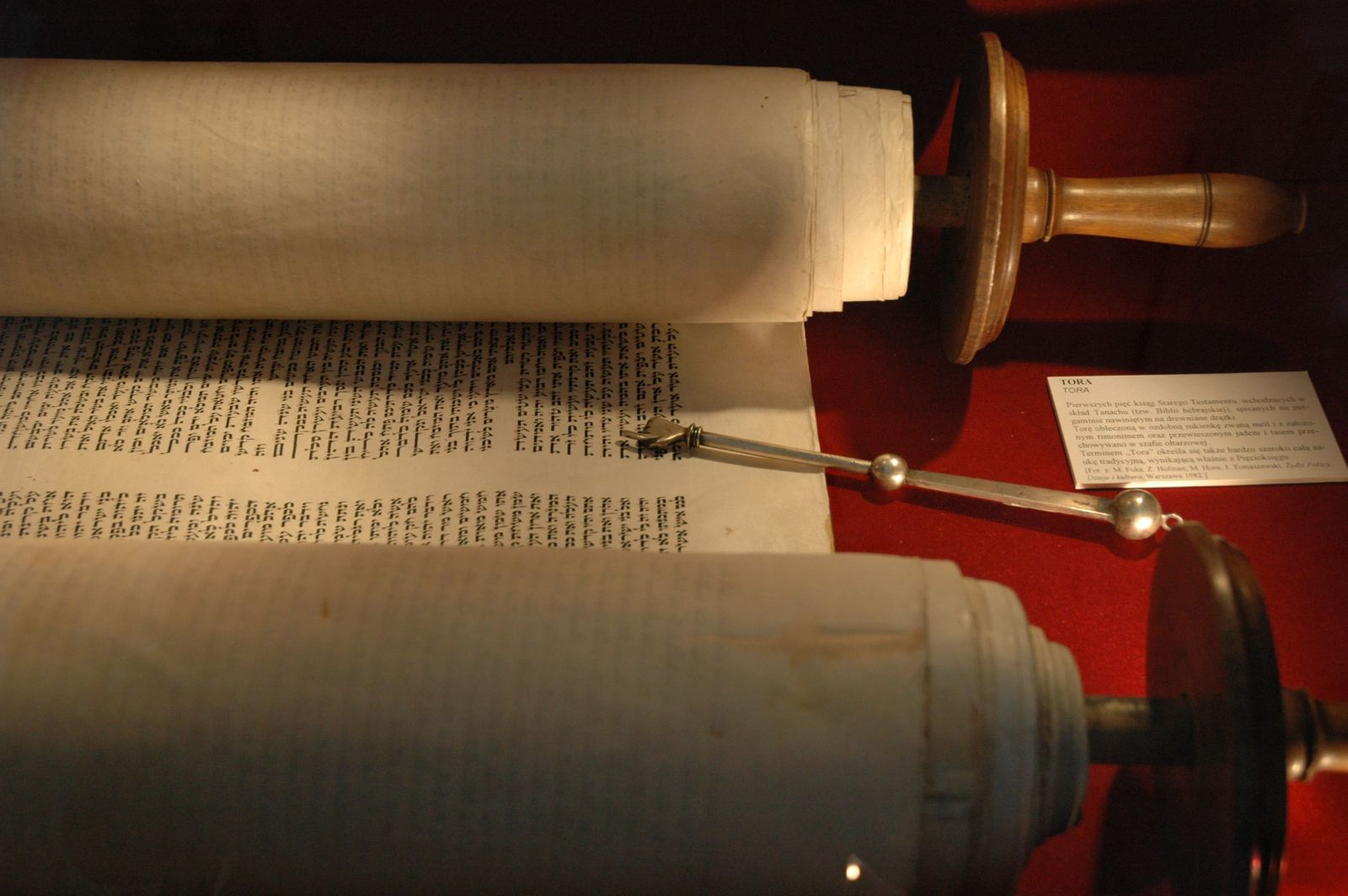
Сувій Тори, розгорнутий для публічного читання у синагозі

Сувій Тори або Сефер-Тора (івр. סֵפֶר תּוֹרָה, «Книга Закону») - рукописний пергаментний сувій з текстом П'ятикнижжя Мойсея (Тора), який використовується для щотижневого публічного читання в синагозі, є головним сакральним предметом в юдаїзмі.

## Закони, пов'язані з написанням сувою Тори
Написання сувою Тори дозволяється тільки спеціально підготовленому переписувачу (софер стам) у відповідності із суворими канонами єврейського релігійного права.
Пергамент для сувою виготовляється зі шкіри кошерного виду тварин, причому придатними вважаються тільки два з трьох шарів шкіри - зовнішній і внутрішній, а середній не може бути використаний [1]. Пергамент повинен бути найкращої якості; майстер, який займається виробленням, повинен оголосити, що його робота - в ім'я святості сувою Тори.
Щоб уникнути помилок, переписувачі копіюють текст з іншого свитка; в Храмі зберігалася копія, яку використовували як еталон [2]. При копіюванні сувою Тори користуються правилами, сформульованими в трактаті Софрім [3].
Перед початком роботи багато писарів здійснюють ритуальне занурення у мікве. Приступаючи до листа, переписувач виголошує формулу: «Я пишу Тору в ім'я її святості, і імена Бога - в ім'я їх святості». Потім писар читає вголос речення з оригінального тексту і копіює його. Перед тим, як писати ім'я Бога, писар вимовляє формулу: «Я пишу ім'я Бога в ім'я святості».
За часів Талмуда як писального інструменту використовувалося очеретяне перо (калам); зараз Тори зазвичай пишуть пером птаха. Чорнила повинні бути чорного кольору, стійкими і незмивними [4]. Щоб букви були рівними, відстань між рядками однаковими і рядки ідентичної довжини, на пергаменті проводять 42 горизонтальні лінії за допомогою тупого шила і лінійки, а також дві вертикальні лінії, що обмежують поля. Рядок пишеться строго під лінією. До початку XIX століття не існувало приписів щодо числа сторінок або колонок, а потім встановили стандарт: 248 колонок по 42 рядки кожна. Слова забороняється переносити.
Сувій Тори пишеться так званим квадратним («ассирійським») шрифтом, який існує в двох варіантах - ашкеназькому, який відповідає описаному в Талмуді [5], і сефардському - друкованому шрифту, який використовується при виданні священних книг. Товщина лінії в накресленні букви різна, тому писар повинен міняти кут, під яким перо стосується пергаменту. Хоча текст на івриті читається справа наліво, кожна буква в свиті Тори виписується зліва направо. Особлива увага приділяється написанню тих букв, які схожі один на одного (наприклад, ד і ר), щоб вони були легко помітні при читанні. Шість букв в ряді місць тексту пишуться малим розміром [6], 11 - великим [7]. Між буквами повинен бути інтервал; ще більший інтервал - між словами. Відстань у дев'ять букв розділяє параграфи (паршіёт), у чотири рядки - між книгами.
Після того, як копія виконана, пергаментні сторінки зшивають спеціальними нитками, виготовленими з сухожиль ніг кошерних тварин. Кожні чотири сторінки зшиваються разом, утворюючи розділ. Потім їх зшивають у сувій, кінці якого прикріплюються до круглих дерев'яних валиків, що звуться ацей Хаїм (букв. «Дерева Життя»), з ручками по обидва боки; між рукоятками і самим валиком надягають дерев'яні диски, що підтримують сувій, коли він перебуває у вертикальному положенні [8]. За допомогою ацей Хаїм священний сувій перемотують, не торкаючись руками.
Помилки у сувої Тори можна виправити, оскільки чорнило зішкрябується ножем і пемзою, однак дуже багато виправлень у сувої не допускаються. Імена Бога стирати не можна - якщо вони написані неправильно, весь пергамент вважається зіпсованим. Якщо сувій непридатний до використання, його поміщають в глиняний посуд і ховають на кладовищі [9] (див. Геніза). [10]

## Заповіді, пов'язані з сувоєм Тори
Відповідно до Талмуда [11], Біблія наказує, щоб кожен єврей володів сувоєм Тори [12]. Навіть якщо єврей успадкував сувій Тори від батька, він зобов'язаний мати власний [11]. Єврей може замовити сувій Тори у писаря або купити готовий, проте «той, хто пише Тору сам, як би отримав її на горі Синай» [13]. Відповідно до Талмуда, той, хто виправив хоча б одну букву у сувої Тори, нібито написав весь сувій [13], з чого з'явився звичай, який наділяє кожного єврея правом символічно виконати заповідь написання власного сувою Тори. Писар пише перший і останній параграфи в свиті тільки контуром, і робота завершується церемонією сіюм Тора ( «Завершення Тори»), на якій кожен з присутніх удостоюються честі обвести одну з букв по контуру або формально доручити писареві зробити це від його імені.
З сувоєм Тори слід поводитися з особливою повагою і благоговінням [14]. Коли сувій Тори виносять із синагоги, слід вставати [15]; увійшло в звичай благоговійно кланятися або цілувати футляр Тори, коли сувій проносять поруч. До пергаменту заборонено торкатися руками [16], тому при читанні користуються особливою указкою (яд).
Сувій Тори можна продавати лише тоді, якщо не можна інакше придбати засоби на одруження, навчання [17] або викуп полонених. Якщо сувій випадково впав на підлогу, громада зобов'язана постити протягом усього цього дня. Заради порятунку сувою Тори і навіть ковчега (сховища) дозволено і навіть запропоновано порушити суботу [18]. Перед читанням Тори у сефардів і після читання у ашкеназі сувій урочисто піднімають вгору (агбаа), показують розкритий сувій громаді, яка при цьому вимовляє: «Ось закон, який Мойсей поклав синам Ізраїлевим [Втор. 4:44] за велінням Господа через Мойсея ».

## Використання сувоїв Тори
Виніс сувою Тори і його читання - найурочистіша частина богослужіння у синагозі. Виклик до читання Тори (алія) відбувається в певному порядку - першим викликають Когена, потім Левіта, після чого викликають по порядку ще п'ятьох євреїв. Бути викликаним до Тори - велика честь.
Сефер-Тора використовується не тільки для читання у синагозі, але і в різних церемоніях. Згідно з Мішнею, єврейські царі брали сувій Тори на війну, а під час громадських постів у періоди посухи ковчег, що містить сувій Тори, виносився на площу, де перед ним молилися. В середні віки обітницю давали, дивлячись на сувій Тори. Семиразовий обхід (хакафот) синагоги з усіма сувоями Тори, що зберігаються в ній, становить головну церемонію свята Симхат-Тора.
З часів середньовіччя існує звичай зустрічати царських персон, які відвідують громаду, виходячи назустріч із сувоєм Тори.